# Flakschul-Division
Die Flakschul-Division war ein Großverband der deutschen Luftwaffe im Zweiten Weltkrieg.
Der Führungsstab der Flakschul-Division ging am 5. November 1944 durch Zusammenlegung der bis dato existierenden Stäbe des Höheren Kommandeurs der Flakartillerie-Schulen sowie des Höheren Kommandeurs der Feld-Flakartillerie-Schulen hervor, dessen Kommandeur Generalmajor Karl Veith wurde. Die Flakschul-Division war für die truppendienstliche Führung der Flak-Schulen sowie die Ausbildungen der Rekruten mit Sitz in Braunschweig verantwortlich und wurde am 13. April 1945 aufgelöst, nachdem durch den alliierten Vormarsch das Reichsgebiet in Nord- und einen Südkampfraum gespalten war. Ihr Nachfolger wurde die Flak- Schul- und Ersatz-Division Nord. Unterstellt waren folgende schulische Einrichtungen:
- Flakartillerie-Schule I in Rerik
- Flakartillerie-Schule II in Rerik
- Flakartillerie-Schule III in Berlin-Heiligensee
- Flakartillerie-Schule IV in Schongau
- Flakartillerie-Schule V in Baden (Wien)
- Feldartillerie-Schule 11 in Barth
- Feldartillerie-Schule 13 in Stolpmünde (Frühjahr 1945 aufgelöst)
- Feldartillerie-Schule 15 in Brüsterort (Frühjahr 1945 aufgelöst)
- Feldartillerie-Schule 16 in München-Freimann
- Feldartillerie-Schule 17 in Wien-Stammersdorf
- Feldartillerie-Schule 50 in Temingmoen (Norwegen)
- Erdkampfschule in Podrady (Slowakei)
- Höhere Flak-Waffentechnische Schule in Halle
- Flak-Waffentechnische Schule I in Halle
- Flak-Waffentechnische Schule II in Stralsund
- Flak-Waffentechnische Schule III in Magdeburg-Prester
- Flak-Waffentechnische Schule I in Greifswald
- Flaklehr- und Versuchsabteilung 700 für Erprobung und Einsatz des Schmetterling
- Flaklehr- und Versuchsabteilung 900 (o) für Erprobung und Einsatz des Föhn-Gerätes (aufgestellt am 5. Februar 1945) 3. Batterie am 7. März 1945 an der Brücke von Remagen
- Flaklehr- und Versuchsabteilung W für Erprobung und Einsatz der V 1
- Luftkriegsschule 6 in Kitzingen (nur Flak-Abteilung) (Frühjahr 1945 aufgelöst)
- Luftkriegsschule 8 in Göppingen (nur Flak-Abteilung)
- Offiziersbewerberregiment 1 in Grove-Rom (Dänemark)[1]

## Belege
1. ↑  Karl-Heinz Hummel: Die deutsche Flakartillerie 1935–1945. Ihre Großverbände und Regimenter. VDM, Zweibrücken 2010, ISBN 978-3-86619-048-1, S. 117–118.